# Clytra novempunctata
Clytra novempunctata – gatunek chrząszcza z rodziny stonkowatych i podrodziny zmróżek. Zamieszkuje zachodnią i środkową Palearktykę.

## Taksonomia
Gatunek ten opisany został po raz pierwszy w 1808 roku przez Guillaume’a-Antoine’a Oliviera.

## Morfologia
Chrząszcz o walcowatym ciele długości od 6 do 9 mm. Barwa głowy jest pomarańczowa do czerwonej. Czułki są czarne z czerwoną podstawą. Przedplecze jest pomarańczowe do czerwonego z plamami przytarczkowymi i jedną lub dwiema parami plam bocznych. Tarczka ma czarny kolor. Pokrywy są pomarańczowe do czerwonych z plamami barkowymi i podzielonymi plamami wierzchołkowymi. Odnóża są czarne, czasem z zaczerwienionym spodem.

## Ekologia i występowanie
Larwy przechodzą rozwój w mrowiskach, żerując na jajach i larwach mrówek. Osobniki dorosłe są polifagicznymi foliofagami żerującymi na liściach drzew, krzewów i roślin zielnych, w tym dębów, głogów, maków, pistacji, siwca pomarańczowego i wierzb.
Gatunek palearktyczny, w Europie znany z Włoch, Ukrainy, Rumunii, Bułgarii, Serbii, Macedonii Północnej, Grecji oraz europejskich części Rosji i Turcji, w Afryce Północnej podawany z Egiptu, a w Azji z anatolijskiej części Turcji, Gruzji, Armenii, Azerbejdżanu, Cypru, Syrii, Jordanii, Izraela, Iraku, Iranu i Turkmenistanu.